# Melita Ruhn
Melita Ruhn (Sibiu, Rumania, 19 de abril de 1965) es una gimnasta artística campeona del mundo en 1979 en el concurso por equipos.

## 1979
En el Mundial celebrado en Fort Worth (Texas) consiguió el oro en el concurso por equipos, por delante de la Unión Soviética y Alemania del Este, siendo sus compañeras de equipo: Nadia Comăneci, Rodica Dunca, Emilia Eberle, Dumitriţa Turner y Marilena Vladarau. Además gana el bronce en suelo y en la general individual, tras la soviética Nellie Kim y la alemana Maxi Gnauck.

## 1980
En los JJ. OO. de Moscú gana la plata por equipos, tras la Unión Soviética y por delante de Alemania del Este, siendo sus compañeras en esta ocasión: Nadia Comăneci, Rodica Dunca, Cristina Elena Grigoraş, Emilia Eberle y Dumitrița Turner. Y también gana dos medallas de bronce: en salto y asimétricas.